# 1996年美國電信法
1996年美國電信法（Telecommunications Act of 1996）是將近62年第一個大幅修正1934年美國通訊法的美國電信相關法令。此條文在1996年1月3日美國第104屆國會中通過，並且在同年2月8日由美國總統比尔·克林顿宣布實施。

## 主要條文
1996年美國電信法分成七個章節，分述如下：
- 第一章 「電信服務」

該章描述電信業者的一般性責任之輪廓，以及所有地區性電信業者（Local Exchange Carriers，LECs）、其他既有地區電信業者（Incumbent Local Exchange Carriers，ILECs）之義務。
- 第二章 「廣播服務」

該章描述政府規劃廣播頻譜的執照與權利之輪廓，包含發放給現有電視台轉成數位電視的廣播執照之條文、由此類執照產生的收入使用、廣播執照條款、更新廣播執照的程序、直接廣播衛星服務、自動船隻遇險及安全系統，以及空中（over-the-air）接收裝置之限制等。
- 第三章 「有線電視服務」

該章描述《有線電視法》的改革事項，如電話公司提供的有線電視服務、對於電信服務的先佔特許權利之規範、視訊節目的接取性、導航設備的可得性等。
- 第四章 「法令改革」

該章描述法規的自制限度範圍（regulatory forbearance）、雙年度法規報告、法規救濟、多餘的委員會法規與功能之排除。
- 第五章 「猥褻與犯罪」

該章描述以下之規範：有關有線電視的猥褻節目、非訂戶偷接（scrambling）有線電視頻道、偷接成人視訊服務節目、有線電視業者拒絕搭載特定節目、強迫（coercion）及引誘（enticement）未成年人，以及家庭可使用線上機制來保障收看的規定，如包含對於電視製造商使用V-chip技術阻擋色情、暴力節目之需求。
- 第六章 「對其他法律的效益」

該章描述和解協議（Consent decree），以及其他法律在有關家庭直銷的地區稅率之先佔的適用性。
- 第七章 「其他條文」

該章描述以下之條文內容：防止透過免付費電話來對於資訊或服務施行不公平的收費、消費者資訊之隱私、線桿附掛（Pole attachments）、設施建置（facilities siting）、無線頻率射出標準、行動直接接取長途業者之服務、高階電信之刺激、電信發展基金、國家教育技術基金公司、因醫學目的而使用高階電信服務之使用報告，以及規劃出撥款的依據。

## 對該法的反對聲浪
目前實證指出，較小的新進的地區性電信業者（Competitive Local Exchange Carriers，CLECs）面臨財務問題時，競爭面也相對遲緩，轉而形成這十年內市場的重新整併，如兩大CLECs，Teleport Communications Group（TCG）與Metropolitan Fiber Systems（MFS）分別被AT&T與MC/WorldCom合併。
Robert Crandall of the Brookings Institute則陳1996年電信法的強制接取管制條文是沒有經濟價值的，而且主要維持「電話通訊」與相關非「無線電」的電信業之競爭力業者，為有線電話公司、有線電視公司以及無線業者。
電信法宣稱可以促進競爭，然而該法仍然持續從雷根時代起的歷史性的產業兼併，譬如大型媒體業者從1983年將近50家減少到1996年的十家（页面存档备份，存于），甚至減少到2005年的六家。
社會工作者拉爾夫·納德認為該法是由政治賄賂而產生公司利益之典型，因為此法授權持有高價執照的廣播業者在相對不用任何成本的公共財－空氣中廣播數位訊號。
一項聯邦通訊委員會（FCC）的研究發現，該法導致廣播電台業者數量劇烈下滑，甚而導致美國商業電台數量的提升。